# Aaron Martin (calciatore)
Aaron Martin (Newport, 29 settembre 1989) è un ex calciatore inglese, di ruolo difensore.

## Caratteristiche tecniche
Era un difensore centrale. Aveva buone doti di leadership e si trovava a proprio agio anche in fase di possesso palla impostando l'azione offensiva.

## Carriera

### Gli inizi ed il passaggio al Southampton
Nato sull'Isola di Wight, all'età di 12 anni sostiene un provino per entrare nelle giovanili del Southampton venendo però scartato; in seguito all'età di 14 anni entra a far parte del settore giovanile dei semiprofessionisti dell'Eastleigh, che nel 2007 lo aggregano alla propria prima squadra, militante nella sesta divisione inglese; nel 2008 sostiene anche un provino con il Bournemouth, club di terza divisione, che decide però di non ingaggiarlo. Realizza la sua prima rete in prima squadra il 27 gennaio 2009, e quattro giorni più tardi firma un nuovo contratto. Il 14 novembre 2009, dopo 4 reti in 38 partite di campionato giocate (2 delle quali nei play-off) con l'Eastleigh, si trasferisce per una cifra superiore alle 100000 sterline al Southampton: fa il suo esordio con i Saints, militanti nella terza divisione inglese; prima ancora di essere riuscito ad esordire in prima squadra in competizioni ufficiali, nel marzo del 2010 viene ceduto in prestito al Salisbury City, in quinta divisione; torna al Southampton il 1º maggio 2010 dopo complessive 14 presenze (con anche un gol segnato), ed il giorno stesso fa anche il suo esordio con il club biancorosso, giocando da titolare la penultima giornata di campionato in casa contro il Gillingham; gioca poi da titolare anche nella successiva (ed ultima) giornata, contro il Southend Utd. Nel corso della stagione 2010-2011, che il Southampton termina con un secondo posto in classifica (e quindi con una promozione in seconda divisione), Martin gioca 8 partite di campionato (4 delle quali da titolare) più una partita in FA Cup ed una partita in Coppa di Lega.

### Southampton e prestiti
Nell'estate del 2011 firma un nuovo contratto triennale e già nella prima giornata di campionato (una vittoria casalinga per 3-1 in casa contro il Leeds Utd) fa il suo esordio in seconda divisione; il 7 gennaio 2012 segna il suo primo gol ufficiale con la maglia del Southampton, in una vittoria esterna per 2-0 in FA Cup sul campo del Coventry City, mentre il 7 febbraio nel successo per 4-0 in casa contro il Derby County (nel quale subentra dalla panchina) segna il suo primo gol in carriera in un campionato professionistico. A fine stagione il Southampton conquista una seconda promozione consecutiva, a cui Martin contribuisce con una rete in 10 presenze in campionato, a cui aggiunge però 7 apparizioni nelle coppe nazionali (3 presenze con una rete in FA Cup e 4 presenze in Coppa di Lega), nelle quali i Saints pur militando in seconda divisione raggiungono rispettivamente i quarti di finale e gli ottavi di finale.
Nell'estate del 2012 visto anche l'arrivo in squadra nel suo stesso ruolo del nazionale giapponese Maya Yoshida (che si aggiungeva alla concorrenza già presente nel ruolo nella stagione precedente), il difensore viene ceduto in prestito ai londinesi del Crystal Palace, militanti in seconda divisione, che lo acquistano su input del loro allenatore Dougie Freedman, che lo seguiva fin dai tempi dell'Eastleigh; Freedman in effetti inizia la stagione facendolo giocare da titolare fisso (3 presenze da titolare nelle prime 3 partite di campionato, a cui aggiunge anche 2 apparizioni in Coppa di Lega), ma dopo l'esonero di quest'ultimo, sostituito in panchina da Ian Holloway, perde il posto in squadra: dal momento dell'arrivo del nuovo tecnico fino al gennaio del 2013 (quando il prestito viene interrotto in modo consensuale sia dai club che dal giocatore stesso) gioca infatti solamente un'ulteriore partita di campionato. Dopo essere rimasto per un mese al Southampton (senza però mai venire schierato in campo), Martin viene poi ceduto in prestito fino a fine stagione al Coventry City, in terza divisione: con gli Sky Blues gioca in totale 12 partite, impressionando positivamente l'allenatore Steven Pressley che a fine stagione dichiara la sua riconferma come una delle priorità del mercato estivo del club. Nonostante queste dichiarazioni Martin rimane in realtà al Southampton, ma complice anche un infortunio nella parte finale del ritiro precampionato (e anche l'acquisto del nazionale croato Dejan Lovren nel suo stesso ruolo) di fatto non rientra mai davvero nei piani del nuovo tecnico Mauricio Pochettino, tanto che il 28 gennaio 2014 rescinde in modo consensuale il suo contratto (che sarebbe scaduto a fine stagione) per firmare due giorni più tardi un contratto fino al termine della stagione con il Birmingham City, club di seconda divisione. Fa il suo esordio dopo altri due giorni (il 1º febbraio 2014), subentrando dalla panchina al quattordicesimo minuto del primo tempo al compagno di reparto Tom Thorpe (uscito per un infortunio) nel pareggio casalingo per 3-3 contro il Derby County. Nei primi mesi gioca con discreta frequenza, ma la sua ottava ed ultima apparizione arriva di fatto il 29 marzo, ed a fine anno il suo contratto non viene rinnovato.

### Gli anni in terza divisione
Il 4 giugno 2014 firma un contratto biennale con lo Yeovil Town, club di terza divisione, con cui fa il suo esordio già nella prima giornata di campionato (una sconfitta casalinga per 3-0 contro il Doncaster). Il 6 settembre 2013 segna la sua prima (e di fatto anche unica, considerando anche il resto della carriera) doppietta in una partita ufficiale, risultando decisivo nella vittoria per 3-1 sul campo del Bradford City. Il 29 ottobre, dopo aver segnato 3 reti in 12 partite di campionato, viene ceduto in prestito fino al gennaio del 2015 al Coventry City in cambio di un prestito di identica durata (ma ovviamente in direzione opposta) di Jordan Clarke; il 9 gennaio 2015, viste le sue buone prestazioni, Martin si accorda con il Coventry City per rendere definitivo il suo trasferimento agli Sky Blues, che trovano quindi un accordo con lo Yeovil Town per acquistarlo e gli fanno firmare un contratto della durata di un anno e mezzo: sommando le presenze nel periodo di prestito a quelle dopo l'acquisto definitivo, gioca in totale 27 partite di Football League One con il Coventry City, arrivando quindi a complessive 39 presenze nel torneo stesso compreso il periodo precedente ai Glovers. Nella stagione 2015-2016 subisce un grave infortunio ad una caviglia, giocando di fatto la totalità delle partite di campionato che non salta per questo infortunio (29) e segnandovi anche 2 reti. Nonostante questo, a fine anno il suo contratto in scadenza non viene rinnovato (perché secondo il suo allenatore Tony Mowbray era troppo poco aggressivo in campo), ma già dopo breve tempo, ovvero il 25 giugno 2016, firma un contratto biennale con l'Oxford Utd, club neopromosso in terza divisione; l'inizio della sua esperienza con gli U's è costellato da tanti piccoli infortuni, che pur non consentendogli di avere grande continuità non ne impediscono del tutto l'impiego: da inizio anno fino al mese di dicembre gioca in totale 11 partite tra tutte le competizioni ufficiali, fino a quando subisce una rottura del tendine d'Achille che lo tiene lontano dal campo per il resto della stagione. Tra le partite da lui giocate prima dell'infortunio figura anche l'incontro casalingo di Football League Trophy pareggiato per 1-1 contro l'Under-23 del Chelsea e successivamente vinto dai londinesi con un punteggio di 13-12 dopo i calci di rigore: si è trattato della partita del calcio professionistico inglese con il maggior numero di rigori tirati (Martin nella circostanza ha tirato, e sbagliato, il suo penalty quando le squadre erano sul punteggio parziale di 7-7). Essendosi protratti più del dovuto i tempi di recupero dalla rottura del tendine, Martin nella stagione 2017-2018 finisce per perdere il posto da titolare, giocando in tutto 19 partite ufficiali (12 delle quali in campionato) e restando a fine stagione svincolato.

### Exeter City ed il trasferimento in Scozia
Il 25 giugno 2018 diventa il primo acquisto del nuovo allenatore dell'Exeter City Matt Taylor, che lo vuole in squadra per la sua esperienza; nella stagione 2018-2019 realizza 3 gol in 23 presenze nella quarta divisione inglese con la maglia dei Grecians, di cui diventa invece titolare inamovibile nella stagione 2019-2020, in cui oltre a segnare 2 reti in 35 partite di campionato (interrotto prematuramente per via della pandemia di Covid-19 e ripreso poi con la disputa dei soli play-off) realizza una rete nella semifinale di andata dei play-off (vinta per 3-1 in casa contro il Colchester Utd, che pur vincendo per 1-0 il ritorno viene quindi eliminato) e scende in campo da titolare anche nella finale di Wembley, in cui il club biancorosso perde con un netto 4-0 contro il Northampton Town. A fine anno Martin rimane svincolato e trova una nuova squadra solamente il 7 novembre 2020, quando firma un contratto fino al termine della stagione 2020-2021 con l'Hamilton Academical, club della prima divisione scozzese in lotta per non retrocedere. Pur avendo una clausola contrattuale che gli avrebbe consentito di rescindere unilateralmente l'accordo nel mese di gennaio il difensore rinuncia ad offerte da club inglesi per concludere la stagione agli Accies, con cui oltre a 2 presenze nelle coppe nazionali scozzesi gioca 24 partite in campionato, torneo che però il club conclude all'ultimo posto in classifica, venendo quindi retrocesso in seconda divisione.

### Ultimi anni e ritiro
Il 9 giugno 2021, avendo precedentemente scelto di non rinnovare il suo contratto in scadenza, firma invece un accordo annuale con il Port Vale, club della quarta divisione inglese. Pur condizionato da un infortunio alla schiena che ne pregiudica il minutaggio in campo nelle prime fasi della stagione riesce poi ad imporsi stabilmente nella formazione titolare dei Valiants, con cui segna il suo primo gol (su 2 che ne farà in totale nel club: il secondo sarà un gol nei minuti finali decisivo per una vittoria sul Barrow) il 23 ottobre, nella vittoria casalinga in una vittoria casalinga per 3-1 ai danni del Colchester United. Nel complesso della stagione gioca 29 partite di campionato più 2 partite nei play-off (incluso un ingresso in campo dalla panchina nella finale vinta a Wembley per 3-0 contro il Mansfield Town).
Nel luglio del 2022, nonostante la volontà del Port Vale di trattenerlo in squadra anche dopo la promozione in terza divisione, Martin sceglie di tornare a giocare all'Eastleigh, in quinta divisione, per poter restare vicino alla sua famiglia, basata nel sud dell'Inghilterra. Subito dopo il suo ritorno nel club viene anche nominato capitano e trascorre la stagione 2022-2023 giocando da titolare (33 presenze). Nella stagione seguente a causa di ricorrenti infortuni gioca invece sole 11 partite, scegliendo di ritirarsi al termine della stagione 2023-2024, all'età di 35 anni.

## Palmarès

### Club

#### Competizioni nazionali
- Football League Trophy: 1

Southampton: 2009-2010